# Trematopygus rufiventris
Trematopygus rufiventris là một loài tò vò trong họ Ichneumonidae.